# 완도 소안면 구 당사도 등대
완도 소안면 구 당사도 등대는 대한민국 전라남도 완도군 소안면 당사도길 17-239에 있는 해양수산부 소유의 등대이다. 2018년 8월 6일 문화재 등록 예고를 거쳐, 2018년 10월 1일 대한민국의 국가등록문화재 제731호로 지정되었다.

## 지정 사유
‘완도 소안면 구 당사도 등대’는 근대기 만들어졌던 등대라는 측면 이외에 일본의 수탈을 막기 위해 소안도 주민과 의병들이 1909년에 의거를 일으킨 역사적 장소이며, 또한 이를 계기로 인근 지역(소안도와 신지도 등)으로 전개된 항일운동의 시발점이 되었다는 점에서 항일독립문화유산으로서 등록문화재적 가치가 높다고 할 수 있다.

## 참고 자료
- 완도 소안면 구 당사도 등대 - 국가유산청 국가유산포털